# Allard Pierson
Allard Pierson, född den 8 april 1831 i Amsterdam, död den 27 maj 1896 i Lochem, var en nederländsk teolog och historiker, bror till Nicolaas Pierson.
Pierson föddes i en ansedd köpmanssläkt i Amsterdam, som var anhängare av Reveil, en pietistisk väckelserörelse. Efter studier i teologi i Utrecht, blev Pierson 1854 protestantisk predikant i det katolska Leuven och 1857 franskspråkig predikant i Rotterdam.
År 1865 lade han dock ner ämbetet på grund av att han inte längre trodde på någon övernaturlig uppenbarelse. Han flyttade till Heidelberg och blev där 1870 professor. År 1877 blev han professor i konsthistoria och litteraturvetenskap vid Universiteit van Amsterdam. Piersons gipskopior av klassisk konst ingår nu i samlingarna av Allard Pierson Museum.
Piersons teologiska uppfattning anknöt till tübingenskolan och Bruno Bauer, men han gick längre. I sin bok om bergspredikan från 1878 visade han att Jesu ord var en samling judiska aforismer. Han förnekade inte bara Jesus historicitet, utan även autenticiteten av Paulus brev. Detta ses som början för den holländska radikalkritiska skolan.